# Сквернюк, Алексей Вячеславович
Алексе́й Вячесла́вович Скверню́к (13 октября 1985, Минск) — белорусский футболист, полузащитник. Выступал в сборной Беларуси.

## Карьера

### Клубная
Карьеру игрока Алексей начал в минской «Звезде». В 2004—2008 годах был игроком клуба российской премьер-лиги «Крылья Советов». Несмотря на то, что в 2004 году Алексей не сыграл ни одного матча за основной состав (21 игра в турнире дублёров), в январе 2005 на церемонии награждения «Крыльев», завоевавших третье место в прошедшем чемпионате, ему была вручена бронзовая медаль. В премьер-лиге дебютировал летом 2005 года, выйдя на замену в матче против грозненского «Терека». Всего в 2005—2006 годах Сквернюк сыграл за «Крылья» в 23 матчах чемпионата (забил 2 мяча), и закрепился в основном составе команды. В начале февраля 2007 года Алексей подал заявление в Палату по разрешению споров Комитета РФС по статусу игроков с целью добиться статуса свободного агента. Контракт игрока с «Крыльями» истёк 2 февраля, но, по свидетельству Сквернюка, в клубе препятствовали его уходу. Рассмотрение дела было назначено на 8 февраля, однако, в этот же день было сообщено о подписании белорусским полузащитником нового контракта с «Крыльями Советов» сроком на два года.
2 августа 2007 года Сквернюк получил российское гражданство.
В 2008 году Сквернюк сыграл за «Крылья Советов» только в двух первых матчах чемпионата России. 26 марта в товарищеском матче сборной Беларуси против сборной Турции в столкновении с Хамитом Алтынтопом Сквернюк получил травму крестообразных связок и на долгий срок выбыл из строя. До августа 2008 года он проходил лечение и реабилитацию, но 22 августа неожиданно был исключён из заявки «Крыльев Советов». По комментариям главного тренера клуба Леонида Слуцкого Сквернюку был предложен новый улучшенный контракт, который игрока не устроил, и по этой причине было принято решение с ним расстаться. Некоторое время тренировался со «Спартаком» из Нальчика, был близок к подписанию контракта.
Однако летом 2008 года заключил контракт с «Кубанью», в составе которой дебютировал 5 сентября 2008 года, выйдя на замену в выездном матче против барнаульского «Динамо». Первый гол в составе «Кубани» забил 3 ноября в матче против клуба «Машук-КМВ». Всего в том сезоне провёл 9 матчей, забил 1 гол и стал, вместе с командой, серебряным призёром первенства. В сезоне 2009 года потерял место в основном составе, в итоге провёл в чемпионате только 5 матчей. Помимо этого, сыграл 13 встреч за молодёжный состав клуба, забил 2 мяча. 19 января 2010 года было сообщено, что Алексей выставлен на трансфер, ввиду чего его не было в составе команды, днём ранее отправившейся на первый зарубежный сбор. Но затем он всё-таки присоединился к «Кубани» на втором предсезонном сборе в Испании. В сезоне 2010 года провёл за «Кубань» 26 матчей, забил 3 гола и стал, вместе с командой, победителем Первого дивизиона. Кроме того, провёл одну встречу в Кубке России. В сезоне 2011/12 за краснодарский клуб провёл 4 матча в чемпионате и одну встречу в кубке страны.
Летом 2011 года покинул «Кубань», подписав соглашение сроком на один год со «Спартаком» из Нальчика. Дебют Алексея в новом клубе состоялся 11 сентября в домашнем поединке против «Ростова». Всего в составе нальчан провёл шесть матчей и по окончании сезона 2011/2012 покинул клуб.
13 февраля 2013 года подписал полуторагодичный контракт с клубом «Уфа», в мае покинул команду.
Во второй половине 2013 года поддерживал форму с «Городеей». В апреле 2014 года подписал контракт со «Сморгонью», однако в июне покинул клуб. В июле, не сумев трудоустроиться в других клубах, вернулся в «Сморгонь».
В феврале 2015 года тренировался с «Ислочью». Позднее присоединился к бобруйской «Белшине», в составе которой начал сезон 2015. Закрепился в составе «шинников» на позиции левого полузащитника. В феврале 2016 года подписал новый контракт с клубом. В первой половине 2016 года иногда выступал на позиции флангового защитника. Летом, когда большая часть игроков «Белшины» покинула команду, остался в клубе в качестве основного полузащитника. По окончании сезона покинул Бобруйск и завершил карьеру.

### В сборной
Имеет опыт выступления за юношескую и молодёжную сборные Беларуси по футболу. В 2007 году дебютировал в национальной команде. Провёл за неё семь матчей.
| Матчи и голы Сквернюка за сборную Беларуси | Матчи и голы Сквернюка за сборную Беларуси | Матчи и голы Сквернюка за сборную Беларуси | Матчи и голы Сквернюка за сборную Беларуси | Матчи и голы Сквернюка за сборную Беларуси | Матчи и голы Сквернюка за сборную Беларуси | Матчи и голы Сквернюка за сборную Беларуси |
| ------------------------------------------ | ------------------------------------------ | ------------------------------------------ | ------------------------------------------ | ------------------------------------------ | ------------------------------------------ | ------------------------------------------ |
| №                                          | Дата                                       | Оппонент                                   | Счёт                                       | Голы Сквернюка                             | Соревнование                               |                                            |
| 1                                          | 8 сентября 2007                            | Румыния                                    | 1:3                                        | -                                          | Отборочный матч ЧЕ-2008                    |                                            |
| 2                                          | 13 октября 2007                            | Люксембург                                 | 0:1                                        | -                                          | Отборочный матч ЧЕ-2008                    |                                            |
| 3                                          | 17 октября 2007                            | Израиль                                    | 1:2                                        | -                                          | Товарищеский матч                          |                                            |
| 4                                          | 17 ноября 2007                             | Албания                                    | 4:2                                        | -                                          | Отборочный матч ЧЕ-2008                    |                                            |
| 5                                          | 21 ноября 2007                             | Нидерланды                                 | 2:1                                        | -                                          | Отборочный матч ЧЕ-2008                    |                                            |
| 6                                          | 6 февраля 2008                             | Мальта                                     | 1:0                                        | -                                          | Товарищеский матч                          |                                            |
| 7                                          | 26 марта 2008                              | Турция                                     | 2:2                                        | -                                          | Товарищеский матч                          |                                            |

Итого: 7 матчей / 0 голов; 3 победы, 1 ничья, 3 поражения.

## Достижения
«Кубань»
- Победитель первенства первого дивизиона: 2010
- Серебряный призёр первенства первого дивизиона (выход в Высший дивизион): 2008

## Статистика выступлений
| Клуб             | Сезон            | Чемпионат | Чемпионат | Кубок | Кубок | Еврокубки | Еврокубки | Итого | Итого |
| Клуб             | Сезон            | Игры      | Голы      | Игры  | Голы  | Игры      | Голы      | Игры  | Голы  |
| ---------------- | ---------------- | --------- | --------- | ----- | ----- | --------- | --------- | ----- | ----- |
| Звезда (Минск)   | 2003             | 29        | 8         | 0     | 0     | 0         | 0         | 29    | 8     |
| Звезда (Минск)   | Итого            | 29        | 8         | 0     | 0     | 0         | 0         | 29    | 8     |
| Крылья Советов   | 2004             | 0         | 0         | 0     | 0     | 0         | 0         | 0     | 0     |
| Крылья Советов   | 2005             | 5         | 0         | 1     | 0     | 2         | 0         | 8     | 0     |
| Крылья Советов   | 2006             | 18        | 2         | 2     | 0     | 0         | 0         | 20    | 2     |
| Крылья Советов   | 2007             | 21        | 1         | 2     | 0     | 0         | 0         | 23    | 1     |
| Крылья Советов   | 2008             | 2         | 0         | 0     | 0     | 0         | 0         | 2     | 0     |
| Крылья Советов   | Итого            | 46        | 3         | 5     | 0     | 2         | 0         | 53    | 3     |
| Кубань           | 2008             | 9         | 1         | 0     | 0     | 0         | 0         | 9     | 1     |
| Кубань           | 2009             | 6         | 0         | 0     | 0     | 0         | 0         | 6     | 0     |
| Кубань           | 2010             | 26        | 3         | 1     | 0     | 0         | 0         | 27    | 3     |
| Кубань           | 2011/12          | 4         | 0         | 1     | 0     | 0         | 0         | 5     | 0     |
| Кубань           | Итого            | 45        | 4         | 2     | 0     | 0         | 0         | 47    | 4     |
| Спартак-Нальчик  | 2011/12          | 6         | 0         | 0     | 0     | 0         | 0         | 6     | 0     |
| Спартак-Нальчик  | Итого            | 6         | 0         | 0     | 0     | 0         | 0         | 6     | 0     |
| Славия-Мозырь    | 2012             | 10        | 0         | 1     | 0     | 0         | 0         | 11    | 0     |
| Славия-Мозырь    | Итого            | 10        | 0         | 1     | 0     | 0         | 0         | 11    | 0     |
| Уфа              | 2012/13          | 6         | 0         | 0     | 0     | 0         | 0         | 6     | 0     |
| Уфа              | Итого            | 6         | 0         | 0     | 0     | 0         | 0         | 6     | 0     |
| Сморгонь         | 2014             | 20        | 2         | 2     | 1     | 0         | 0         | 22    | 3     |
| Сморгонь         | Итого            | 20        | 2         | 2     | 1     | 0         | 0         | 22    | 3     |
| Белшина          | 2015             | 23        | 6         | 6     | 0     | 0         | 0         | 29    | 6     |
| Белшина          | 2016             | 26        | 0         | 1     | 0     | 0         | 0         | 27    | 0     |
| Белшина          | Итого            | 49        | 6         | 7     | 0     | 0         | 0         | 56    | 6     |
| Всего за карьеру | Всего за карьеру | 211       | 23        | 17    | 1     | 2         | 0         | 230   | 24    |